# ویلف چادویک
ویلف چادویک (انگلیسی: Wilf Chadwick; ۷ اکتبر ۱۹۰۰ – ۱۴ فوریهٔ ۱۹۷۳) بازیکن فوتبال اهل انگلستان بود.
از باشگاه‌هایی که در آن بازی کرده‌است می‌توان به باشگاه فوتبال لیدز یونایتد، باشگاه فوتبال اورتون، باشگاه فوتبال نلسون، باشگاه فوتبال ولورهمپتون واندررز، و باشگاه فوتبال استوک سیتی اشاره کرد.